# Carl Gottlieb Weisser
Carl Gottlieb Weisser, auch Weißer oder Gottlob Weisser (* 21. August 1779 in Berlin; † 2. April 1815 in Weimar) war ein deutscher Bildhauer.

## Leben und Werk

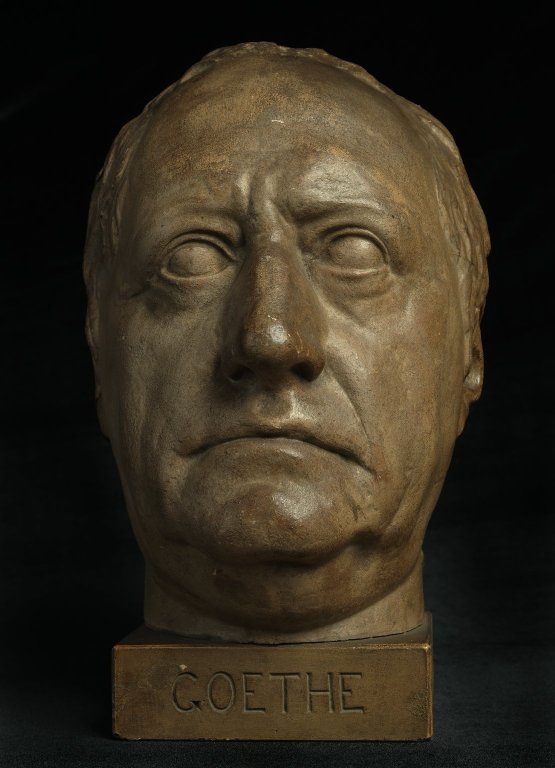
Goethes Lebendmaske vom 13. Oktober 1807, abgenommen von Carl Gottlieb Weisser, seit 1918 im Besitz der University of Edinburgh

Carl Gottlieb Weisser wurde am 21. August 1779 in Berlin als Sohn des Kaufmanns Johann Christian Weisser und seiner Ehefrau Maria Dorothea Tugendreich, geb. Tessmann, geboren. Über die Kindheit und Jugend ist nichts weiter bekannt. Weisser studierte spätestens ab 1793 Bildhauerei an der Berliner Kunstakademie bei Heinrich Sigismund Bettkober. Im Jahr 1802 kam er mit Christian Friedrich Tieck – ebenfalls ein Schüler Bettkobers – nach Weimar, um unter dessen Leitung und in dessen Solde an den Bildhauerarbeiten des Schlossneubaus mitzuwirken. Nach Tiecks Abreise im Frühjahr 1805 arbeitete er hier selbständig weiter unter der menschlichen und künstlerischen Anteilnahme Johann Wolfgang von Goethe. 1807 wurde er in Nachfolge von Martin Gottlieb Klauer zum Sächsisch-Weimarischen Hofbildhauer ernannt.

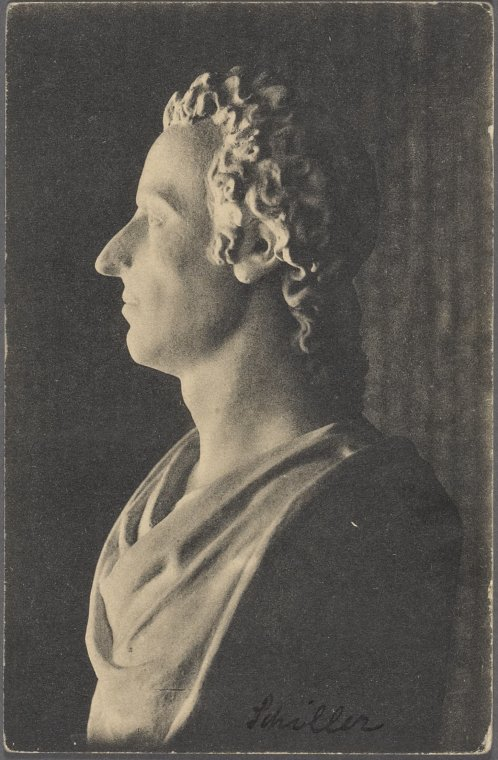
Schiller-Büste (1806), Gips, 65 cm

Er fertigte Büsten in enger Anlehnung an Tiecks klassizistischen Stil. Für den Kronprinzen Ludwig von Bayern schuf er eine Büste des Malers Lucas Cranach der Ältere, die sich heute in der Ruhmeshalle in München befindet. Goethe schrieb hierzu am 19. Dezember 1810 an Friedrich Heinrich Jacobi:

„Ein solches Bildniß [von Lucas Cranach] würde von Weimar aus am besten geliefert werden können, weil sich dieser Künstler auf dem großen Altarblatte der hiesigen Hauptkirche neben Luthern, zu Füßen des Gekreuzigten, mit der größten Sorgfalt gemalt hat. Auch ist ein geschickter Bildhauer hier, Namens Weißer, ein Nachfolger von Herrn Tieck, der sich schon durch mehrere Büsten in Gips, und einige in Marmor sehr vorteilhaft ausgezeichnet hat. [...] Dieser würde [...] wahrscheinlich ein sehr ähnliches, und nach seinen Fähigkeiten und Fertigkeiten auch gutes Kunstwerk hervorbringen. [...] Ihm zu wünschen ist, daß er sowohl für die Gegenwart gefördert als für die Zukunft bekannter werde. Sein stiller Charakter und seine Bescheidenheit machen es beinahe nothwendig, daß man ihm von außen zur Hülfe kommt“

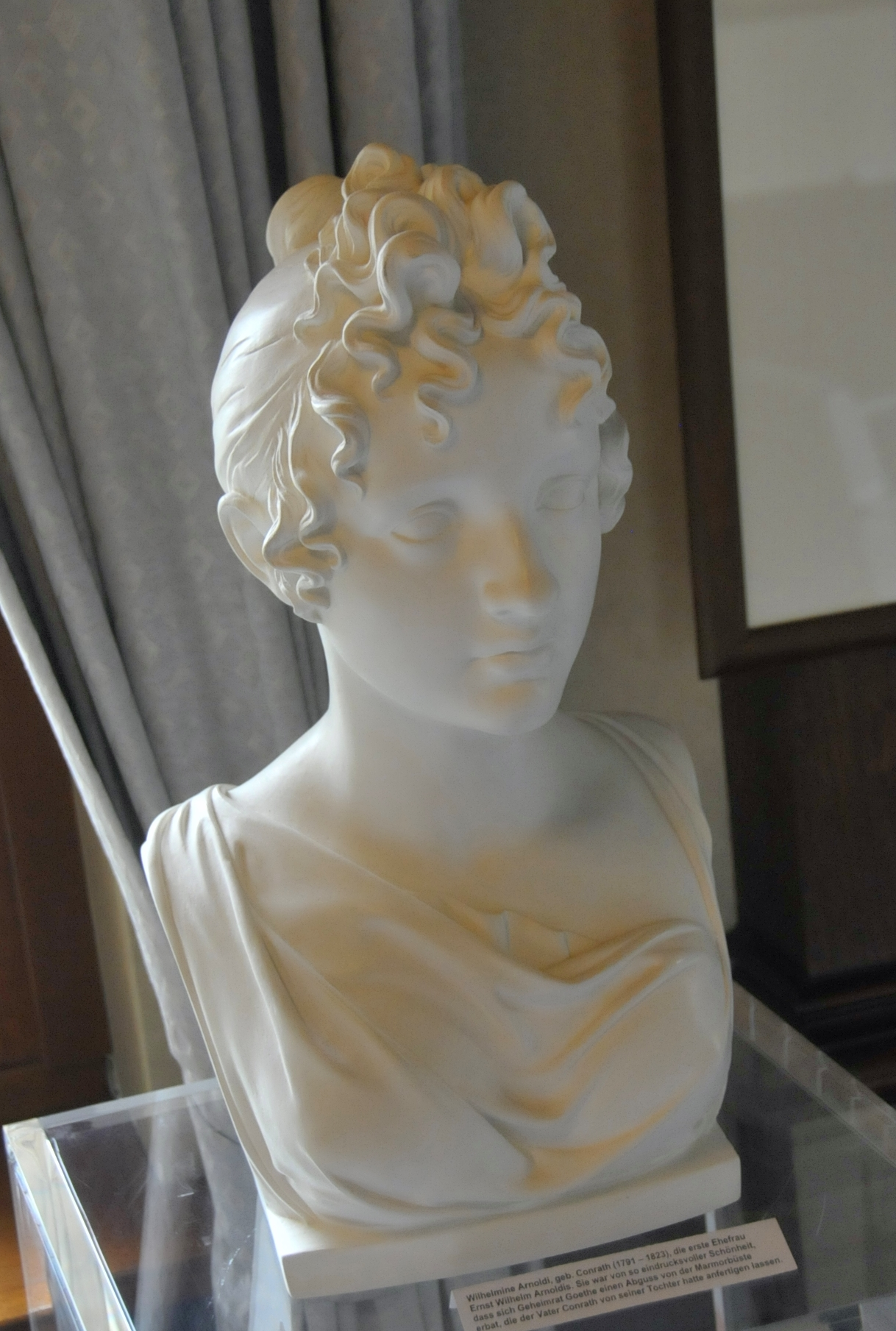
Marmor-Büste von Wilhelmine Arnoldi, geb. Cronrath, 1808

Von Tiecks Weimarer Büsten, ebenso wie von seinen eigenen, stellte Weisser Gipsabgüsse zum Verkauf her, die er eigenhändig überarbeitete.
1806 fertigte er eine Büste Friedrich von Schillers an und 1807 nahm er bei Anwesenheit des Phrenologen Franz Joseph Gall Goethe eine Lebendmaske ab, nach der er 1808 die heute nach ihm benannte Weißer-Büste fertigte. Sie gilt neueren Forschungen zufolge unter den vielen als die einzig authentische Abbildung von Goethes Kopf; alle weiteren nach 1808 gehen auf diese Büste zurück.
Eine Anfang des 19. Jahrhunderts in Dresden gefertigte Bronzekopie seiner 1811/12 geschaffenen Büste von Christiane von Goethe befindet sich unter dem Pavillon im Kurpark von Bad Lauchstädt. Weisser schuf auch das Grabmal des 1814 in Weimar verstorbenen Kupferstechers Johann Friedrich Bause.
Verarmt und möglicherweise depressiv ging Carl Gottlieb Weisser am 2. April 1815 in den Freitod. Goethe schrieb am 26. Mai 1816 an seinen Landesherren Carl August:

„Tieck ließ den unglücklichen Weißer zurück. Dieser besaß ein sehr schönes Talent, aber einen in sich gekehrten und unerfreulich oft hervortretenden Widersprechungsgeist.[...] Er wußte sich daneben weder Gönner zu machen noch zu erhalten, hatte die unglücklichsten Zeiten mit zu ertragen. Mit einem geringen Gehalt [...] zog er sich sich in das Engste zurück, [...] und so versank er nach und nach in die tiefste Hypochondrie. Der Bart, den er sich zu seiner Unterhaltung wachsen ließ, entfernte ihn noch mehr von den Menschen und so ergriff er den Entschluß sich zu entleiben gerade im Augenblick, wo für alle, auch für Künstler, eine bessere Zeit bevortrat.“

Sein Nachfolger als Sachsen-Weimarischer Hofbildhauer wurde 1817 Peter Kaufmann.

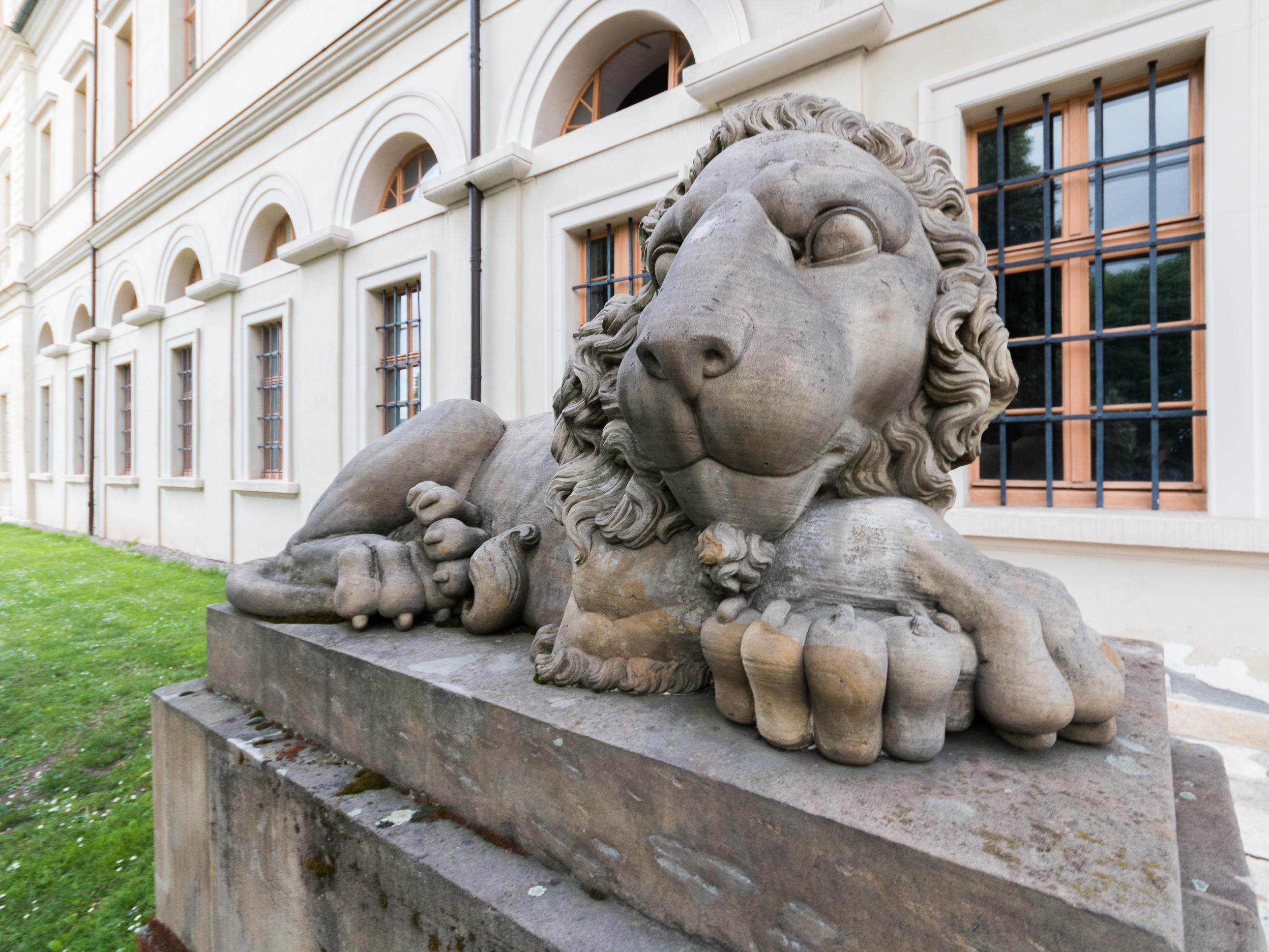
Löwe von Carl Gottlieb Weisser, 1806, Sandstein, Schlossportal, Stadtschloss Weimar

## Werke (Auswahl)
- 1805: Marmor-Büste von Friedrich August Herzog von Braunschweig-Oels (Abbildung).
- 1806: Gips-Büste von Friedrich  von Schiller. Jeweils ein Exemplar befindet sich heute im Schiller-Nationalmuseum in Marbach und im Goethe-Nationalmuseum in Weimar (Abbildung).
- 1806: Löwenplastiken bei der sogenannten Löwentreppe an der Westseite des Weimarer Stadtschlosses.
- 1807: Grabmal für Friedrich Wilhelm Karl von Schmettau (Weimar, Jacobsfriedhof).
- 1807: Gemeinsames Grabmal für Christoph Martin Wieland, dessen Ehefrau Anna Dorothea sowie Sophie Brentano (Wielandgut in Oßmannstedt).
- 1808: Marmor-Büste von Wilhelminie Arnoldi, geb. Cronrath. Ehefrau von Ernst Wilhelm Arnoldi, Gründer der Gothaer Versicherungsbanken (Abbildung).
- 1808: Herme aus Marmor von Anna Amalia von Sachsen–Weimar–Eisenach (Abbildung).
- 1809: Marmor-Büste von Carl Ludwig Fernow (Abbildung).
- 1810/12: Marmor-Büste von Charles Gore (Abbildung).
- 1812: Gips-Büste von Lucas Cranach, die 1814 als Vorlage für die Kopie in Marmor diente, die heute in der Ruhmeshalle in München steht (Abbildung).
- 1812: Gips-Büste von Christiane v. Goethe, geb. Vulpius (Abbildung).

## Nachwirkungen
Carl Gottlieb Weisser ist Mittelpunkt von Jutta Heckers 1957 veröffentlichter Novelle Die Maske.